# SDSS J084159.25+392139.9
SDSS J0841+3921, abréviation de SDSS J084159.26+392139.9, est le premier quadruple quasar à avoir été découvert. La découverte s'est faite en mai 2015 avec le télescope Keck I dans les infrarouges. Selon les calculs, ce groupe de quasars se situe à plus de 10 milliards d'années-lumière,, dans la constellation du Lynx.

## Proto-structure
Le groupe de SDSS J0841+3921 est constitué de quatre quasars bien uniques (pas à une image due à une lentille gravitationnelle), tous situés dans une proto-structure. Il contient le quasar primaire SDSS J0841+3921A, le secondaire SDSS J0841+3921B, le tertiaire SDSS J0841+3921C ainsi que SDSS J0841+3921D, ainsi qu'une nébuleuse liée aux quatre astres nommée la nébuleuse du Jackpot,.

## Quasar
La structure SDSS J0841+3921 contient quatre quasars liés gravitationnellement. Ils sont tous dotés d'une activité très importante. Le quasar SDSS J0841+3921A a connu une phase d'éruption très violente qui a produit un flash infrarouge, X et radio ainsi qu'une luminosité égale à plusieurs milliards de fois celle du Soleil,. Cette éruption serait due à une absorption d'un grand nuage de gaz par le trou noir supermassif qui siège au centre de SDSS J0841+3921A. Cette phase a été désignée comme une source multi-émettrice « hyper-lumineuse » par les scientifiques de l'université Harvard,.

## Nébuleuse du Jackpot
Tous ces quasars sont reliés par un immense nuage de gaz ou une nébuleuse géante très froide et dense (densité volumique ≃ 1 cm−3) entourant les quatre quasars, cet objet est très concentré au niveau de SDSS J0841+3921A. Cette proximité au quasar a pour effet de chauffer la matière autour de ce dernier,. La structure gazeuse aurait une masse d'environ 100 milliards de masses solaires (≈ 1011 {\displaystyle M_{\odot }}),. Lors d'une étude des nébuleuses géantes faite avec les radiotélescopes Karl G. Jansky Very Large Array (VLA), le Northern extended millimeter array (NOEMA) ainsi que le Grand réseau d'antennes millimétrique/submillimétrique de l'Atacama (ALMA), les chercheurs ont découvert la présence très importante d'atomes de carbone ainsi que des isotopes du carbone grâce à la grande raie d'émission de ces nébuleuses. Les mesures montrent une raie associée à du carbone 12 ainsi que du carbone 16. Au centre du nuage de gaz, ALMA a détecté un halo de matière gazeuse très massif, il semble que la nébuleuse se recentre autour de SDSS J0841+3921A et SDSS J0841+3921B. Au vu des observations, les scientifiques ont supposé que cette région soit composée en grande partie de matière noire, cette matière noire s'organiserait comme un halo géant d'une masse de Mhalo ≈ 1012,5 M⊙.

## Masses des trous noirs centraux de SDSS J0841+3921
Les vitesses radiales des gaz proches des quasars de SDSS J0841+3921 ont permis de mesurer la masse du trou noir central de SDSS J0841+3921A ainsi que la masse du trou noir central de SDSS J0841+3921B. Selon les calculs, la masse du trou noir serait de 48 milliards de masses solaires, ce trou noir serait donc l'un des plus massifs connus, et la masse du trou noir central de SDSS J0841+3921B serait de 37 milliards de masses solaires.